# Borgomale
Borgomale – miejscowość i gmina we Włoszech, w regionie Piemont, w prowincji Cuneo.
Według danych na rok 2004 gminę zamieszkiwało 365 osób, 45,6 os./km².